# Ji-In Cho
Pour les articles homonymes, voir CHO.
Ji-In Cho est une chanteuse et musicienne allemande d'origine coréenne. Elle découvrit sa passion pour le chant dès l'enfance.
Puis, à six ans, elle suivit des cours d'éducation musicale incluant des leçons de piano. Ji-In Cho a approfondit ses connaissances et aptitudes en musique (à la Musikhochschule de Cologne, en Allemagne) ainsi que la Théologie (à l'Université de Cologne). De plus, elle possède une certaine expérience du direct grâce à ses nombreux concerts et divers autres projets tels que des comédies musicales.
Depuis décembre 2004, Ji-In a pris la place de vocaliste ainsi que meneuse du quatuor Krypteria.